# 小智利
小智利（西班牙語：Chile Chico）是智利的城鎮，位於該國中南部，由伊瓦涅斯將軍艾森大區負責管轄，也是卡雷拉將軍省的首府，始建於1928年5月21日，面積5,737平方公里，2012年人口4,608，人口密度每平方公里0.8人。

## 外部連結

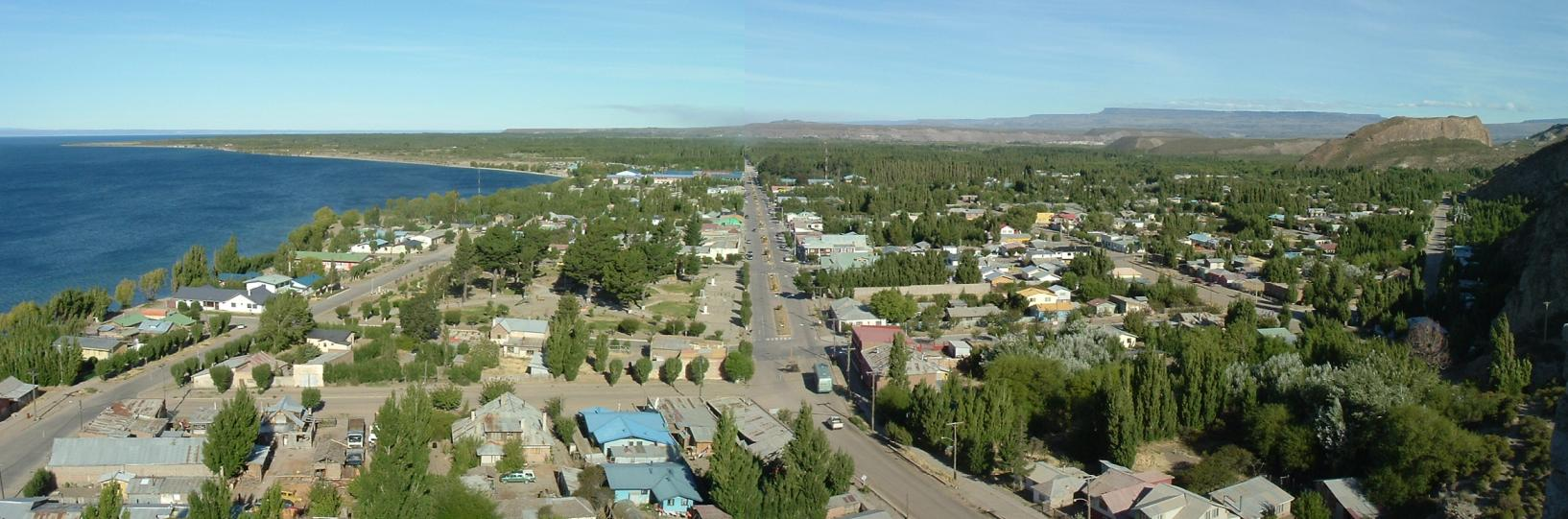

- （西班牙文） Municipality of Chile Chico （页面存档备份，存于）